# Joppa maculicornis
Joppa maculicornis là một loài tò vò trong họ Ichneumonidae.